# 虛擬助理

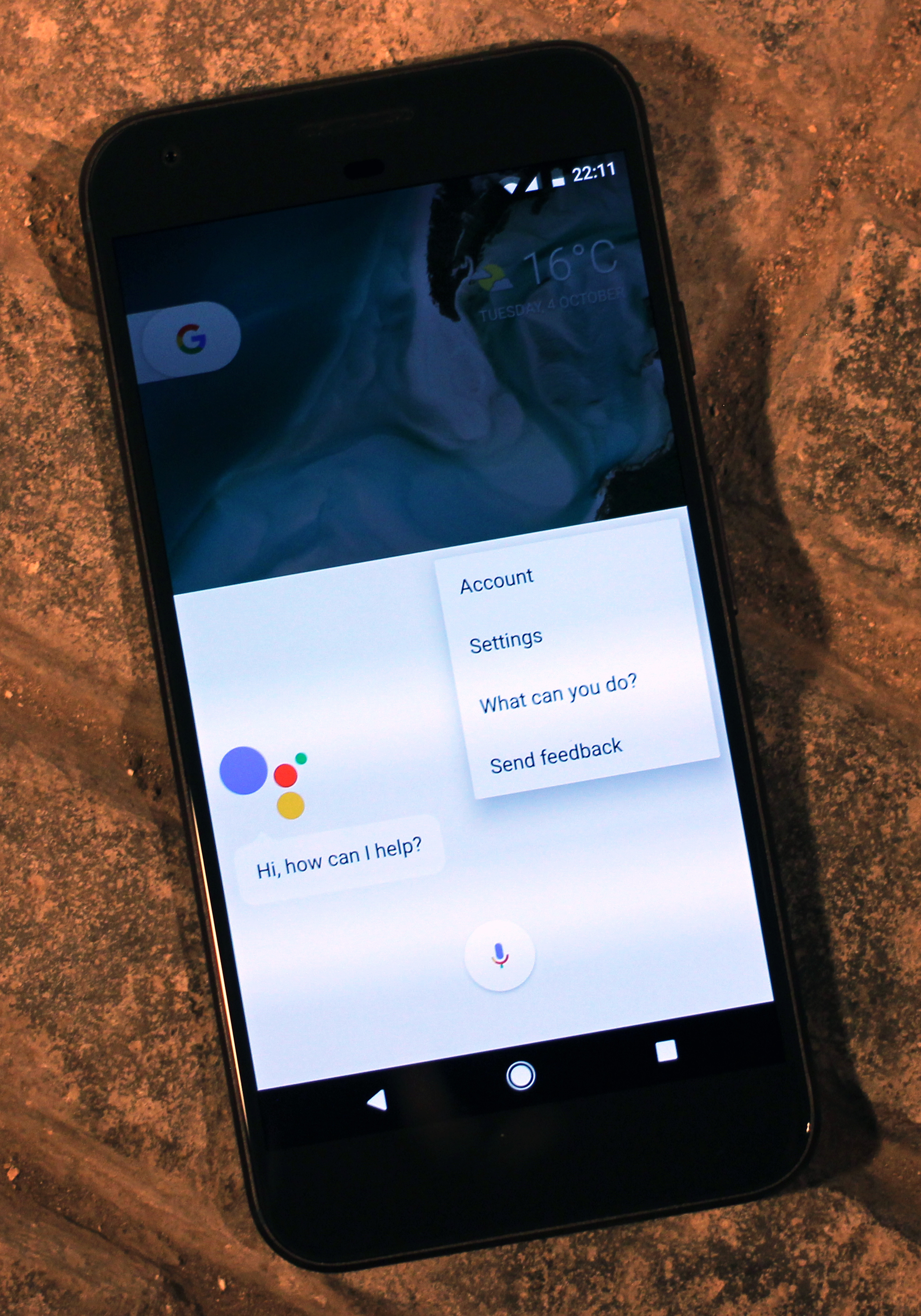
Android 智慧手機的Google個人助理

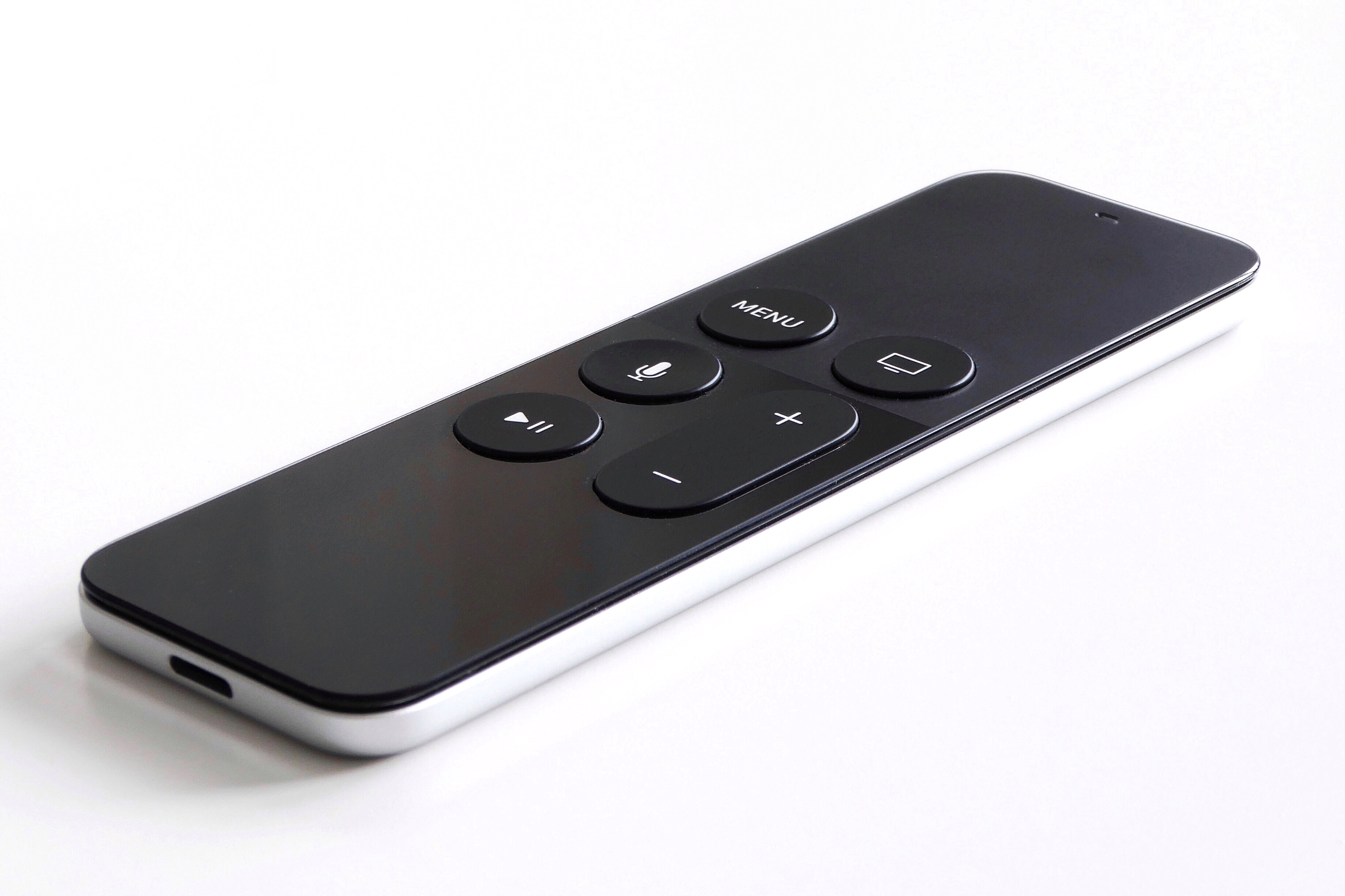
蘋果電視的遙控器，使用者可請虛擬助理 Siri找尋要觀賞的內容

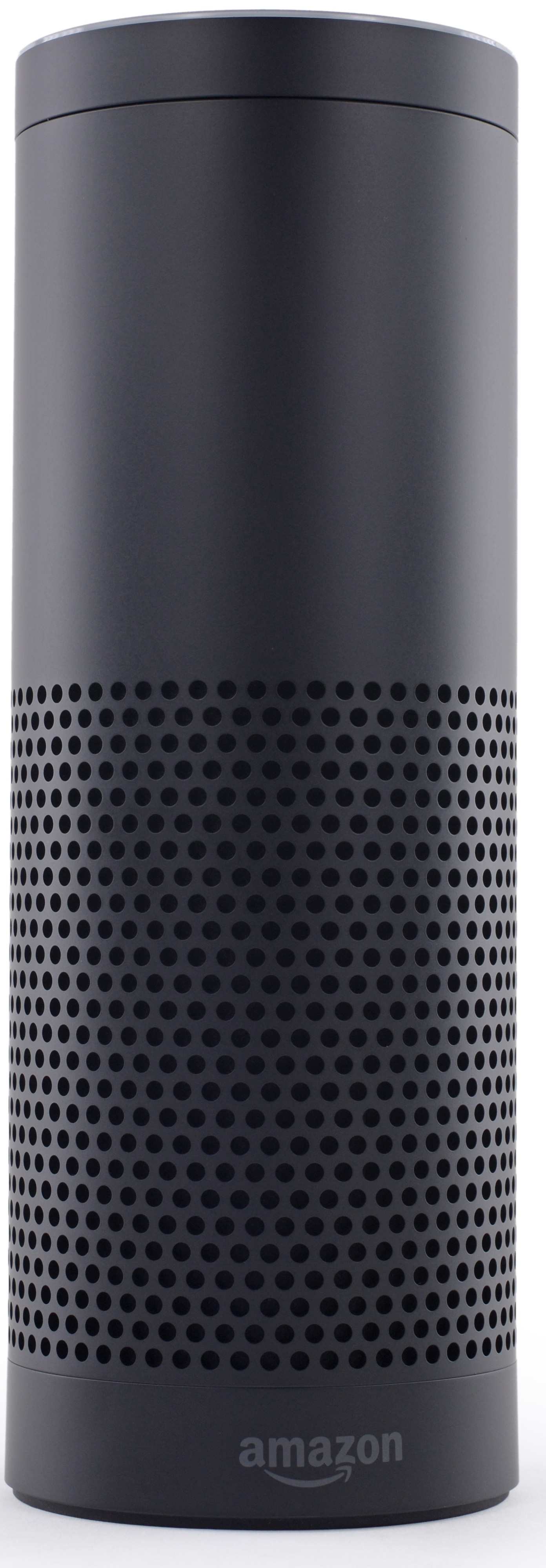
Amazon Echo 智慧揚聲器使用 Amazon Alexa 虛擬助理

虛擬助理（virtual assistant）是一種能替個人執行任務或服務的軟體代理（software agent）。有時候「聊天機器人」泛指虛擬助理，亦或專指網路聊天使用的軟體機器人（有時候更專指娛樂而非實用的網絡聊天）。但也可以指一種職業，或者企業組織，其乃是透過網路執行遠端服務。其能依據使用者輸入的內容、位置感測而完成相對應的任務或提供相關服務，同時也具有從網路上尋找並提供使用者各種資訊（像是天氣、交通狀況、新聞、股市行情、行程或零售價格等）的能力。
至2017年，隨著新產品進入市場，虛擬助理的功能與運用正快速擴張。一項2017年5月的線上調查顯示，美國的市佔率依次為蘋果 Siri（34%）、Google個人助理（19%）、Amazon Alexa（6%）及微軟Cortana（4%）。搭載這些助理的智慧揚聲器也有著巨大的變化；蘋果直到2017年6月才宣布其智慧揚聲器。臉書的 M虛擬助理 預計2017年在 Facebook Messenger 上會有數億的用量。大量的智慧手機用戶安裝了蘋果和 Google的助理，微軟則是在視窗的PC上 （Cortana也可安裝於手機和智慧揚聲器）；Amazon Alexa 則是首先具備線上訂購的功能。

## 歷史
最早具備數位語音識別功能的工具是 IBM Shoebox，在1962年西雅圖世界博覽會向民眾發表。這個早年的電腦開發比IBM個人電腦早20年，能夠識別16個字以及數字0到9。語音識別的下一個里程碑出現於1970年代的卡內基美隆大學，受到美國國防部及國防高等研究計劃署（DARPA）大力支持。其工具「Harpy」能夠駕馭約一千字——三歲兒童的字彙。大約十年後，同一個科研團隊，利用隱馬爾可夫模型開發了不但能分析單一的字而且是連串詞的系統。因此早期運用語言識別的虛擬助理是自動總機與醫療數位答錄軟體。1990年代，數位語音識別技術成為微軟、IBM、飛利浦等個人電腦廠商爭取消費者的一個賣點。之後市場於1994年推出第一個智慧手機IBM Simon，為我們現在認知的智慧型虛擬助理奠下基礎。第一個安裝於智慧型手機上的現代數位虛擬助理是Siri——iPhone 4S 2011年10月4日引進的新功能。蘋果公司在2010併購Siri公司後開發Siri。Siri公司是美國國防部及國防高等研究計劃署出資成立的国际斯坦福研究所旗下的衍生公司。

## 互動方式
虛擬助理的作業媒介:
- 文字（網路聊天），尤其是即時通訊等的應用程式。
- 語音，例如 Amazon Echo上的Alexa 或是iPhone上的Siri 。
- 利用照相或上傳圖像，例如三星 Galaxy S8 上的 Bixby。

有些虛擬助理的使用方式多樣，例如Google智能助理在Google Allo app 用文字，Google Home智慧揚聲器則用語音。
虛擬助理利用自然語言處理（NLP）從使用者的文字、語音輸入，找到相應的可執行指令。許多助理利用人工智能的技巧，包括機器學習，不斷學習。
用語音啟動虛擬助理，可能需要用到「喚醒詞」（wake word），這是一個或一組詞，例如 Alexa 、Siri或者 OK Google。

## 服務
虛擬助理可提供多樣的服務，尤其是 Amazon Alexa 和 Google 個人助理，日新月異，包括：
- 提供資訊，例如氣象、來自維基百科或IMDB的事實，設定鬧鐘、待辦事項、購物清單。
- 播放串流服務的音樂例如 Spotify 和 Pandora，播放廣播或有聲書。
- 從串流服務例如 Netflix，在電視上播放影片、電視節目或電影。
- 購物，例如從 Amazon。
- 輔助或者取代真人客服。[11]一項報告估計，自動線上助理減低客服中心人員的工作負荷達30%。[12]

### 第三方應用程式
Amazon Alexa 的「Skills」、Google 的「Actions」，Apple 的「SiriKit」讓第三方應用程式能夠在助理平台上執行。

## 開發者平台
廣泛使用的虛擬助理的平台也可用於解決其他的問題：
- Amazon Lex（英语：Amazon Lex） 2017年4月開放給開發者使用，發表於2016年11月，包含自然語言理解技術結合自動語音識別。[13]
- Google 提供開發者 Actions on Google 以及API.ai平台，以便製作Google個人助理的"Actions" 。[14]
- 蘋果提供 SiriKit，讓開發者製作 Siri 的延伸套件。
- IBM 的華生（Watson）雖然有時被稱為虛擬助理，實際上是全面的 人工智能平台及社群，提供虛擬助理、聊天機器人以及其他許多解決方案。[15]

### 早期的助理
前代文字聊天為主的虛擬助理，通常有個代表的頭像（avatar也稱為「線上互動人物」或「自動化的人物」）——這叫做具體化的代理。

## 各型助理列表
| 虛擬助理             | 開發者           | 自由軟體 | 開源硬體 | HDMI 輸出 | 外接 I/O | 物聯網 | Chromecast 整合 | 智慧手機 app | 一直執行 | 個別相連的音頻 |
| -------------------- | ---------------- | -------- | -------- | --------- | -------- | ------ | --------------- | ------------ | -------- | -------------- |
| Assistant            | Speaktoit        | 否       | 不適用   | 不適用    | 不適用   | 否     | 否              | 是           | 否       | 不適用         |
| Alexa (a.k.a. Echo)  | 亞馬遜           | 否       | 否       | 否        | 否       | 是     | 否              | 是           | 是       | ?              |
| Bixby                | 三星電子         | 否       | 不適用   | 不適用    | 不適用   | 不適用 | 不適用          | 不適用       | 不適用   | 不適用         |
| BlackBerry Assistant | 黑莓             | 否       | 不適用   | 不適用    | 不適用   | 否     | 否              | 是           | 否       | 不適用         |
| Braina               | Brainasoft       | 否       | 不適用   | 不適用    | 不適用   | 否     | 否              | 是           | 否       | 不適用         |
| Cortana              | 微軟             | 否       | 不適用   | 不適用    | 不適用   | 是     | 否              | 是           | 是       | 不適用         |
| Evi                  | 亞馬遜           | 否       | 不適用   | 不適用    | 不適用   | 否     | 否              | 是           | 否       | 不適用         |
| Google個人助理       | Google           | 否       | 不適用   | 不適用    | 不適用   | 是     | 否              | 是           | 是       | 不適用         |
| Google即時資訊       | Google           | 否       | 不適用   | 不適用    | 不適用   | 是     | 是              | 是           | 是       | 不適用         |
| Mycroft              | Mycroft AI       | 是       | 是       | 是        | 是       | 是     | 是              | 是           | 是       | 是             |
| Sherpa               | Sherpa Europe SL | 否       | 不適用   | 不適用    | 不適用   | 是     | 否              | 是           | 是       | 不適用         |
| SILVIA               | Cognitive Code   | 否       | 不適用   | 不適用    | 不適用   | 否     | 否              | 是           | 否       | 不適用         |
| Siri                 | 蘋果電腦         | 否       | 不適用   | 不適用    | 不適用   | 是     | 否              | 是           | 是       | 不適用         |
| Lucida               | ?                | 是       | 不適用   | 不適用    | 不適用   | 否     | 否              | 是           | 否       | 不適用         |
| VIV                  | 三星電子         | 否       | 不適用   | 不適用    | 不適用   | 是     | 否              | 是           | 否       | 不適用         |

## 經濟關聯
虛擬助理賦予的數位經驗，被視為近來一種最主要的技術躍進，也是最有前途的消費趨勢。專家聲稱，數位經驗可以達到與真實經驗同等的份量，甚至更被追求，更為看重。這個趨勢被證實於大量的經常使用者以及全球虛擬助理使用人數的巨幅增長。2017年中, 數位虛擬助理的經常用戶數目，全世界估計在十億左右。此外可以觀察到，虛擬助理技術不再限於智慧手機的應用，而是跨及不同產業（包括汽車、電信、零售、醫療、和教育）。